# Casa Volonteri
Casa Volonteri è un edificio storico di Milano situato in via Lanzone al civico 31.

## Storia e descrizione
Se il palazzo ha origini barocche, l'aspetto attuale si deve ai pesanti rifacimenti dovuti all'architetto Giuseppe Sommaruga, che ridisegnò l'edificio in forme in stile liberty con pesanti influenze barocche in omaggio all'aspetto originario dell'edificio.
Se le complesse cornici delle finestre ricalcano a tutti gli effetti le decorazioni tardo-barocche lombarde, i ferri battuti, specialmente del balcone, ricordano più l'architettura liberty.